# The Art of War: World War III
The Art of War: World War III è il nono album discografico in studio del gruppo musicale rap statunitense Bone Thugs-n-Harmony, pubblicato nel 2013.

## Tracce
1. WWIII (Introduction) – 1:30
2. Top Notch – 3:23
3. Murda On U (featuring Don Jagwarr) – 3:22
4. Born in the Ghetto (featuring Big B) – 4:57
5. Bone (featuring Tanieya Weathington) – 3:00
6. Bring It Back – 3:56
7. Approach 2 Danger – 3:49
8. Bitch Iz a Bitch – 2:55
9. It's a Bone Thang – 5:00
10. 100-K – 3:26
11. Deep End (featuring Por'cha) – 3:56
12. Back in tha Dayz (featuring Tanieya Weathington) – 4:01
13. Walk This Way (featuring Big B) – 4:37
14. Rapella (Interlude) (featuring Gray the Beatboxer & Por'cha) – 2:17
15. Swagged Out – 3:34
16. It Will Be Alright (featuring Por'cha) – 4:31
17. In Memory of Eazy (featuring Por'cha & Bruce-E-Bee) – 3:10
18. Everything 100 (iTunes Bonus Track) (featuring Ty Dolla $ign) – 3:28